# Alfred Hildebrandt

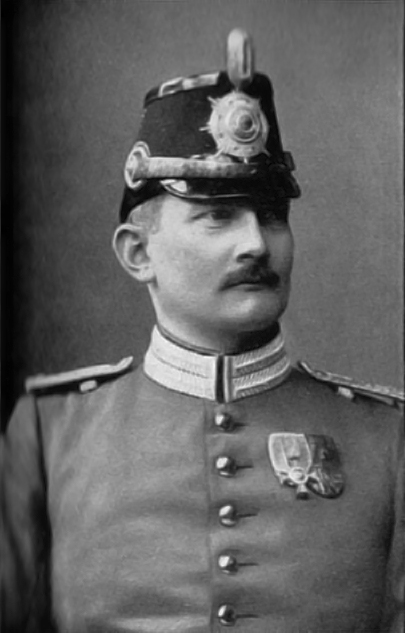
Alfred Hildebrandt vor 1900

Alfred Hildebrandt (* 10. Juni 1870 in Wittingen; † 24. Februar 1949 in Oberkochen) war ein deutscher Luftfahrtpionier und Schriftsteller.

## Leben und Wirken
Alfred Hildebrandt war ein Sohn des Hankensbütteler Pastors August Theodor Hildebrand und dessen Ehefrau Henriette. Er besuchte das Königlich Preußische Gymnasium (heute Jahngymnasium) zu Salzwedel. Nach dem Abitur trat er am 1. Oktober 1890 als Fahnenjunker in das zum XV. Armee-Korps gehörende Königlich Preußisch Niedersächsische Fußartillerie-Regiment Nr. 10 in Straßburg ein. 1891 wurde er zum Artillerieoffizier ernannt.
Von 1893 bis 1894 wurde Alfred Hildebrandt zum Studium an die Vereinigte Artillerie- und Ingenieurschule in Berlin-Charlottenburg kommandiert. 1896 gehörte er zu den Gründern des Oberrheinischen Vereins für Luftschiffahrt, dessen Vorsitzender er wurde. 1897 übernahm er die Leitung der ersten in Deutschland unternommenen Drachenversuche für meteorologische Zwecke. Diese wurden auf Veranlassung des Meteorologen Hugo Hergesell, des Forschungsreisenden Julius Euting, des Meteorologen August Stolberg und Alfred Hildebrandt in Straßburg im Elsass ausgeführt. Im selben Jahr erwarb er seinen Freiballonführer-Ausweis Nr. 20 beim Königlich-Preußischen Luftschiffer-Bataillon. 1899 unterstützte Alfred Hildebrandt Hugo Hergesell bei der Durchführung von Registrierballonaufstiegen und unternahm selbst Ballonfahrten für wissenschaftliche Zwecke z. B. zur Beobachtung von Sternschnuppen. 1900 wurde er zur Luftschifferabteilung versetzt und war als Lehrer an der Offizierslehranstalt tätig. Er übernahm die Leitung in der Ballon-Fotografie und Photogrammetrie und die Ausbildung der Brieftauben zur Verwendung bei der Luftfahrt. Im September 1900 begleitete er als Assistent Hugo Hergesell zum Internationalen Aeronautischen Kongress in Paris.
Am 10. Januar 1901 unternahm Alfred Hildebrandt gemeinsam mit Arthur Berson die erste deutsche Ballonfahrt über die Ostsee. Mit der fast 14 Stunden dauernden Fahrt von Berlin über Sassnitz bis in die Nähe von Växjö in Schweden wurde ein Weltrekord aufgestellt. 1901 war er zusammen mit Hans Bartsch von Sigsfeld Mitglied einer Militärkommission, die Untersuchungen zum militärischen Einsatz von Luftschiffen anstellte. Im gleichen Jahr führte er meteorologische Beobachtungen zur Erforschung der höheren Schichten der Atmosphäre für die Einrichtung des Königlich-Preußischen Aeronautischen Observatoriums unter Richard Aßmann auf dem Tegeler Schießplatz.
1905 wurde Alfred Hildebrandt zum Hauptmann befördert und Lehrer an der Luftschiffer-Lehranstalt des Königlich-Preußischen Luftschifferbataillons. Am 25. Oktober 1905 heiratete er Erna Fuhrmann.
Im Frühjahr 1907 nahm Hildebrandt infolge der zahlreichen bei Freiballonfahrten erlittenen Verletzungen seinen Abschied aus dem aktiven Militärdienst. Er studierte Physik, Meteorologie und Mathematik an der Kaiser-Wilhelms-Universität in Straßburg unter anderem bei Hugo Hergesell. Einige Monate später begleitete er eine wissenschaftliche Schiffsexpedition in die Gewässer von Island und das Nördliche Eismeer zur Erforschung der höheren Schichten der Atmosphäre vor. Für die Ergebnisse der Expedition wurde ihm vom schwedischen König Oskar II. der Nordstern-Orden verliehen.
Am 23. Oktober 1907 war Hildebrandt Mitglied der deutschen Delegation für den zweiten Gordon-Bennett-Cup in St. Louis. Sieger wurde der deutsche Ballon Pommern mit dem Ballonführer Oskar Erbslöh und dem amerikanischen Meteorologen Henry Helm Clayton. Hildebrandt reiste im Auftrag und auf Kosten des Berliner Verlegers August Scherl in die USA mit dem Ziel, die Brüder Wright dazu zu bewegen, eine große öffentliche Vorführung eines ihrer Flugzeuge in Deutschland zu realisieren. Im Bericht Hildebrandts über die Reise erklärte er, dass die von ihm befragten Personen, die bei Flügen der Brüder Wright anwesend waren, übereinstimmend die Zuverlässigkeit der Fluggeräte versicherten. In Deutschland stieß er auf Skepsis, sogar von einem echt amerikanischen Bluff war die Rede, auf den er hereingefallen sei.
Am 28. Juni 1908 war Hildebrandt für die erste öffentliche Flugvorführung in Deutschland im Kieler Verkehrsverein verantwortlich. Es trat nur ein Pilot mit seiner Maschine an: der dänische Uhrmacher, Erfinder und Flugzeugführer Jacob Christian Hansen Ellehammer. Dieser flog nur 50 Meter weit. 1909 führte der Berliner Verein für Luftschiffahrt in Berlin-Wilmersdorf Testfahrten in dem zur Ehrung Hildebrandts nach ihm benannten Ballon durch. Am 11. und 12. Januar 1909 war Alfred Hildebrandt Teilnehmer der außerordentlichen Konferenz des internationalen Luftschifferverbandes in London. Nach seiner Rückkehr fand unter seiner Mitwirkung auf dem Tempelhofer Feld vom 28. Januar bis 4. Februar 1909 eine Flugwoche mit dem französischen Flieger Armand Zipfel (1883–1954) statt. Im September 1909 besuchte Hildebrandt die Internationale Luftschiffahrt-Ausstellung in Frankfurt am Main. Auch Orville Wright besuchte die Ausstellung.
Alfred Hildebrandt pflegte mit den Brüdern Wright gute Beziehungen. Er bat sie im Auftrag des Verlegers August Scherl, in Berlin auf dem Tempelhofer Flugfeld Flugvorführungen durchzuführen. Diese fanden vom 4. bis 18. September 1909 statt. Am 8. September 1909, dem dritten Flugtag, flog Orville Wright zweimal auf dem Flugfeld Tempelhof. Beim zweiten Flug saß neben Wright auch Hildebrandt und flog mit ihm in 85 Meter Höhe und landete nach 17 Minuten. Dieser Flug gilt als der erste deutsche Passagierflug.
Alfred Hildebrandt unternahm noch 1909 mit Hugo Hergesell und Gotthold Pannwitz Expeditionen nach Teneriffa, wo meteorologische Beobachtungen mit Hilfe von Ballonen durchgeführt wurden. Hergesell richtete in den Cañadas am Fuß des Teide in 2200 Metern Höhe ein Observatorium ein.
Im März 1910 initiierte der Verein deutscher Flugtechniker eine Petition an Bundesrat und Reichstag, um für die Entwicklung von Flugzeugen schnelle finanzielle Unterstützung zu bekommen. Diese sollte genau wie die gut unterstützte Ballon- und Luftschifftechnik erfolgen. Unterzeichner waren u. a. Alfred Hildebrandt, August von Parseval und Sebastian Finsterwalder. Alfred Hildebrandt war Vorsitzender der Flugsportkommission des Deutschen Luftschiffer Verbandes und dadurch auch bei der Abnahme von Flugzeugführerprüfungen anwesend. Er unterzeichnete Protokolle für Rekordflüge und war als Gutachter eingesetzt. Beispielsweise erstellte er am 30. Januar 1912 ein Gutachten für den Ersten Staatsanwalt des Berliner Königlichen Landgerichts II über die Ursache des tödlichen Absturzes des Flugzeugführers Werner Alfred Pietschker am 15. November 1911.
Im Oktober 1910 wählte man auf einem in Paris stattgefundenen Kongress Alfred Hildebrandt zum Präsidenten der Internationalen Kommission für Luftschifferkarten. Er war Mitglied der Internationalen Kommission für wissenschaftliche Luftschiffahrt und regte die Gründung der Wissenschaftlichen Kommission des Deutschen Luftfahrer-Verbandes und des Ausschusses zur Verdeutschung luftschifferischer Fachausdrücke an. 1910 bis 1911 setzte er sein Studium an der Berliner Universität und der Königlichen Technischen Hochschule Berlin fort. Schwerpunkt seines Studiums war die Motortechnik. Ein Semester arbeitete er im Fotochemischen Laboratorium bei Adolf Miethe. Im April 1911 wechselte er an die Universität Rostock. Im März 1912 wurde er an der Philosophischen Fakultät zum Dr. phil. promoviert.
Mitte 1912 gründeten Alfred Hildebrandt, der Chemiker Gottfried Kümmell von der Universität Rostock und der Rostocker Pelz- und Hutwarenhändler Balgé eine Betreibergesellschaft für den Betrieb einer Luftwarte. Die Luftwarte Rostock wurde am 6. Dezember 1912 an der Bahnstrecke nach Bad Doberan eröffnet, deren Leitung übernahm Gottfried Kümmell. Alfred Hildebrandt hatte einen großen Anteil an der Eröffnung und Weiterentwicklung des Flugplatzes Johannisthal.
Alfred Hildebrandt führte während des Ersten Weltkriegs verschiedene Kommandos, unter anderem war er Kommandeur der Flieger-Ersatz-Abteilung Nr. 5 in Hannover, in dem Flugzeugführer und Beobachter ausgebildet wurden. 1915 war er Führer des Armee-Flugparks der Bugarmee und der Südarmee, der in Cholm stationiert war. Im Juli 1917 wurde Hildebrandt Kompaniechef der Flieger-Ersatz-Abteilung 7 in Braunschweig unter dem Kommandeur Georg von Tschudi. 1918 war Hildebrandt Kommandeur in der als Beobachterschule eingerichteten Flieger-Ersatz-Abteilung 11.
1924 ernannte das Reichsverkehrsministerium einen 31-köpfigen Beirat für das Luftfahrtwesen, in dem auch Alfred Hildebrandt Mitglied war. Im selben Jahr nahm er an Ballonfahrten in Warschau teil. 1925 gehörte Hildebrandt zu den Mitorganisatoren des vom 12. bis 14. September in München veranstalteten Internationalen Flugwettbewerbs anlässlich der Deutschen Verkehrsausstellung. 1929 gehörte er dem Ehrenausschuss des 23. Deutschen Luftfahrertages an. 1933 war Hildebrandt Ballonkapitän und Führer der Ballongruppe der Fliegerlandesgruppe XIV des Deutschen Luftsportverbandes. 1934 arbeitete er als Reichsberater für Luftfahrt und im Reichsverband der Deutschen Presse. Vom 13. Oktober 1940 bis 9. April 1943 wurde Alfred Hildebrandt als Oberstleutnant in die Luftwaffen-Kriegsberichterstatter-Kompanie Z.b.V kommandiert. Am 28. Februar 1943 wurde er aus dem aktiven Militärdienst entlassen.
Vom August 1943 bis Juli 1944 wurde Alfred Hildebrandt mit seiner Frau in fünf verschiedene Orte evakuiert, bevor sie im April 1944 in Natzevitz bei Samtens auf Rügen eine Unterkunft fanden. Von dort aus zogen sie im August 1944 nach Oberkochen in Baden-Württemberg. Das Ehepaar hatte zwei Söhne. Der Bank- oder Versicherungskaufmann Wolfgang Hildebrandt, geboren 15. April 1910 in Berlin, starb durch einen Autounfall am 11. Juni 1937. Der jüngere Sohn Horst Hildebrandt, geboren am 4. Februar 1912 in Berlin, starb 1944 als Major einer Panzeraufklärungs-Abteilung in der Ukraine.
Alfred Hildebrandt starb am 24. Februar 1949 in seiner Wohnung in Oberkochen. Er wurde auf dem evangelischen Friedhof in Oberkochen beerdigt. Seine Ehefrau Erna zog in ein Altenpflegeheim und wurde nach ihrem Tod 1956 ebenfalls in die Familiengrabstelle beigesetzt.

## Auszeichnungen
- Zentenarmedaille
- Preußischer Königlicher Kronen-Orden 4. Klasse
- Mecklenburgischer Greifenorden Ritterkreuz mit Krone
- Eisernes Kreuz 1. Klasse von 1914
- Eisernes Kreuz 2. Klasse von 1914
- Herzoglich Sachsen-Ernestinischer Hausorden Ritterkreuz 1. Klasse
- Königlich Württembergischer Friedrichs-Orden Ritterkreuz 1. Klasse mit Schwertern
- Mecklenburg-Schwerin, goldene Verdienstmedaille
- Verwundetenabzeichen 1918
- Fliegererinnerungsabzeichen Erster Weltkrieg
- Österreichisches Feldpilotenabzeichen Erster Weltkrieg
- Osmanische Kriegsmedaille Eiserner Halbmond Erster Weltkrieg
- Österreichisches Militärverdienstkreuz 3. Klasse mit Kriegsdekoration
- Königlich Schwedischer Nordstern-Orden, Ritterkreuz
- Ehrenkreuz des Weltkrieges für Frontkämpfer
- Kriegsverdienstkreuz 2. Klasse Zweiter Weltkrieg
- Abzeichen für Freiballonführer

## Werke
- 1907 Die Luftschiffahrt
- Alfred Hildebrandt: Die Brüder Wright – Eine Studie über die Entwicklung der Flugmaschine von Lilienthal bis Wright. Otto Elsner Verlagsgesellschaft, Berlin 1909 (Die Brüder Wright im Project Gutenberg [abgerufen am 9. Januar 2021]).
- Die Luftfahrertruppe. In: Handbuch der Politik, Berlin und Leipzig 1914
- A. Hildebrandt, G. Kümmell: Die Arbeiten der „Rostocker Luftwarte“ in Friedrichshöhe bei Rostock im Jahre 1913. In: Sitzungsberichte und Abhandlungen der naturforschenden Gesellschaft zu Rostock. Neue Folge. Band 6, 1914/15 (erschienen 1916), S. 65–110. Digitalisat
- 1933 Vom Flugahnen zum Höhenflug